# Martin Chrien
Martin Chrien (Banská Bystrica, 8 settembre 1995) è un calciatore slovacco, centrocampista del Ružomberok.

## Carriera

### Club
Ha giocato dapprima nel campionato ceco salvo trasferirsi al Viktoria Plzeň nell'estate 2014.

### Nazionale
Ha esordito con la nazionale Under-21 nel 2015, venendo convocato per gli Europei di categoria del 2017.

## Palmarès

### Club

#### Competizioni nazionali
- Coppa di Slovacchia: 1

Ružomberok: 2023-2024